# DHB-Pokal der Frauen 1975
Die Spiele um den 1975 erstmals ausgespielten DHB-Pokal der Frauen umfassten lediglich zwei Runden. Teilnahmeberechtigt waren nur die vier Regionalmeister, die bei der Meisterschaftsendrunde nicht den Titel gewonnen hatten. Die Teilnehmer waren TSV GutsMuths Berlin als Meister des Regionalverbandes Berlin, TSV Rot-Weiß Kiebitzreihe als Meister des RV Nord, TSV Rot-Weiß Auerbach als Meister des RV Südwest sowie der FC Bayern München als Meister des RV Süd. Der TuS Eintracht Minden als Meister des RV West war zuvor Deutscher Meister geworden und nahm daher nicht am Pokalwettbewerb teil. In Halbfinalspielen mit Hin- und Rückspiel wurden die beiden Finalisten ermittelt. Das Endspiel fand am 6. September 1975 in Rüsselsheim statt. Der neue Wettbewerb wurde im Hinblick auf den neuen Europapokal der Pokalsieger geschaffen, dessen Austragung ab der Saison 1976/77 vorgesehen war und für den ein Teilnehmer in einem von der Meisterschaft unterschiedenen Wettbewerb ermittelt werden sollte. Obwohl sich der Pokalsieger der Frauen 1975 noch nicht für einen Europacup qualifizieren konnte (da dieser erst zur übernächsten Saison eingeführt wurde), wurde die Pokalmeisterschaft bei Männern und Frauen 1975 parallel eingeführt, da der Europapokalwettbewerb bei den Männern schon ein Jahr eher ausgespielt wurde.

## Wettbewerb

### Halbfinale
| Datum              |                           | Gesamt |                      | Hinspiel | Rückspiel |
| ------------------ | ------------------------- | ------ | -------------------- | -------- | --------- |
| 23. und 30.08.1975 | TSV Rot-Weiß Kiebitzreihe | 19:24  | TSV GutsMuths Berlin | 9:8      | 10:16     |
| 23. und 30.08.1975 | TSV Rot-Weiß Auerbach     | 20:14  | FC Bayern München    | 10:6     | 10:8      |

### Finale
| Datum      |                      | Ergebnis  |                       |
| ---------- | -------------------- | --------- | --------------------- |
| 06.09.1975 | TSV GutsMuths Berlin | 8:6 (2:2) | TSV Rot-Weiß Auerbach |